# Modellbahnland Erzgebirge
Modellbahnland Erzgebirge er en modeljernbaneudstilling, der blev åbnet 1. december 2001 i Schönfeld i Sachsen.
Ideen til anlægget opstod i slutningen af 1990'erne og gik på, at det skulle have fokus på området Erzgebirge. Ved åbningen i december 2001 var kun spor og underbygning klar, men tanken var at folk kunne følge den videre opbygning med landskab ved gennem flere besøg at kunne se forskellen fra gang til gang.
Anlægget er på ca. 770 m² og er dermed Europas største modeljernbaneanlæg i spor 1 (størrelsesforhold 1:32). Der er ca. 660 m spor, der befares af 30 tog og rangerlokomotiver. Sammen med de ca. 450 bygninger giver de et indtryk af jernbanerne i den tidligere Landkreis Annaberg i tiden omkring 1980. Nærmere betegnet har man valgt at gengive de normalsporede jernbaner Wolkenstein – Bärenstein (Zschopautalbahn) og Königswalde – Annaberg-Buchholz ob Bf samt de smalsporede jernbaner Cranzahl – Kurort Oberwiesenthal (Fichtelbergbahn), Wolkenstein – Jöhstadt (Preßnitztalbahn) og fra Schönfeld-Wiesa til den stedlige papirfabrik.